# Susan Egan
Susan Farrell Egan (Seal Beach, Californië, 18 februari 1970) is een Amerikaanse musicalactrice, danseres en zangeres. Ze werd bij het grote Amerikaanse publiek bekend als Belle in de Broadway-musical Beauty and the Beast en als de stem van Megara in de Disney-animatiefilm Hercules.

## Biografie
Susan Farrell Egan werd op 18 februari 1970 geboren in Seal Beach, Californië. Reeds op jonge leeftijd volgde Egan zang- en balletles. Ze studeerde aan de Los Alamitos High School, de Orange County High School of the Arts en de UCLA. Reeds tijdens haar studies aan de UCLA werd ze gecast als het personage Kim in de US-tour van de musical Bye Bye Birdie. In 1994 werd ze gecast als Belle, de hoofdrol in de eerste Disney-musical Beauty and the Beast op Broadway. Hierna speelde ze nog mee in verschillende musicals, waaronder The Sound of Music. Naast musicals was Egan verschillende malen op tv te zien, waaronder in de serie Nikki en op het witte doek, o.a. in de Disney-animatiefilm Hercules.

## Musicals
| Jaar        | Productie                  | Rol              | Opmerking              |
| ----------- | -------------------------- | ---------------- | ---------------------- |
| 1990        | Bye Bye Birdie             | Kim              | US-tour                |
| 1992        | State Fair                 | Margie           | US-tour                |
| 1994 - 1995 | Beauty and the Beast       | Belle            | Broadway & Los Angeles |
| 1996        | State Fair                 | Margie           | Broadway               |
| 1997        | Triumph of Love            | Princess Léonide | Broadway               |
| 1998 - 2003 | Cabaret                    | Sally Bowles     | Broadway               |
| 2002        | The Unsinkable Molly Brown | Molly Brown      | Sacramento             |
| 2004        | Thoroughly Modern Millie   | Millie Dillmount | US-tour                |

## Televisie (selectie)
| Jaar        | Serie                         | Rol                   | Opmerking                                   |
| ----------- | ----------------------------- | --------------------- | ------------------------------------------- |
| 1999        | Hercules: The Animated Series | Megara                | Gastrol in 2 afleveringen                   |
| 2000 - 2002 | Nikki                         | Mary                  |                                             |
| 2002        | NYPD Blue                     | Jennifer Martin       | Gastrol in aflevering "Guns & Hoses"        |
| 2002        | Haunted                       | Spoedarts             | Gastrol in de Pilootaflevering              |
| 2005        | Numb3rs                       | Becky Burdick         | Gastrol in aflevering "Prime Suspect"       |
| 2009        | House                         | Audrey Greenwald      | Gastrol in aflevering "The Social Contract" |
| 2014 - 2015 | Steven Universe               | Verschillende stemmen | Gastrol in verschillende afleveringen       |

## Filmografie
| Jaar | Film                                     | Rol     | Opmerking |
| ---- | ---------------------------------------- | ------- | --------- |
| 1997 | Hercules                                 | Megara  | Stem      |
| 2001 | Lady en de Vagebond II: Rakkers Avontuur | Twinkel | Zangstem  |